# Corticosteron
Corticosteron, auch Kortikosteron, ist ein 1937 erstmals von Tadeus Reichstein isoliertes Derivat des Pregnans (C21-Steroid) und wird als Steroidhormon in der Nebennierenrinde (Cortex der Nebenniere) gebildet.

## Wirkung
Corticosteron ist beteiligt am Stoffwechsel von Kohlenhydraten, Natrium und Kalium. Es ist zudem für die Absorption und Speicherung von Glucose notwendig.
Bei vielen Arten, unter anderem bei den Nagern, ist Corticosteron das wichtigste Glucocorticoid.
Beim Menschen dagegen hat es nur eine schwache glucocorticoide und mineralocorticoide Wirkung. Es ist vor allem eines der Zwischenprodukte der Steroidsynthese vom Pregnenolon zum Aldosteron.

## Biosynthese
Corticosteron wird in der Nebennierenrinde aus Progesteron durch zweifache Hydroxylierung (21-Hydroxylase und 11β-Hydroxylase) gebildet. 